# Callithomia zelie
Callithomia zelie är en fjärilsart som beskrevs av Guérin 1844. Callithomia zelie ingår i släktet Callithomia och familjen praktfjärilar. Inga underarter finns listade i Catalogue of Life.